# Mallosia mirabils
Mallosia mirabils là một loài bọ cánh cứng trong họ Cerambycidae.